# Jean-Marc Degraeve
Jean-Marc Degraeve (ur. 26 stycznia 1971) – francuski szachista, arcymistrz od 1998 roku.

## Kariera szachowa
Od drugiej połowy lat 90. XX wieku znajduje się w szerokiej czołówce francuskich szachistów, trzykrotnie (w latach 2000–2004) reprezentując narodowe barwy na szachowych olimpiadach oraz również trzykrotnie (1997–2003) w drużynowych mistrzostwach Europy. Na swoim koncie posiada brązowy medal olimpijski, który zdobył w roku 2004 w Calvii (za indywidualny wynik na V szachownicy) oraz dwa medale DME: złoty (2003, za indywidualny wynik na V szachownicy) oraz srebrny (2001, wraz z drużyną). Wielokrotnie startował w finałach indywidualnych mistrzostw Francji, trzykrotnie zdobywając medale: srebrny (2013) oraz dwa brązowe (2000, 2001).
Do sukcesów Jeana-Marca Degraeve w turniejach międzynarodowych należą m.in. I m. w Belfort (1997, przed m.in. Eduardasem Rozentalisem i Michaiłem Gurewiczem), dz. I m. w Cappelle-la-Grande (1997), dz. I m. w Saragossie (1998), dz. III m. w Metz (2001, za Aleksandrem Dełczewem i Andriejem Sokołowem, a wraz z Wjaczesławem Ejnhornem, Alexandre Dgebuadze i Milanem Draško), dz. I m. w Le Touquet (2001), I m. w Montrealu (2002, przed Wasiliosem Kotroniasem i Ľubomírem Ftáčnikiem), I m. w Saint-Affrique (2003), dz. I m. w Montpellier (2003, wraz z Anthony Kostenem i Christianem Bauerem), dz. I m. w mistrzostwach Paryża (2004, wraz z m.in. Pawłem Triegubowem, Konstantinem Łandą, Maxime Vachier-Lagrave i Alberto Davidem), I m. w Saint-Affrique (2006) oraz I m. w Saint-Chély-d’Aubrac (2006).
Najwyższy ranking w karierze osiągnął 1 lipca 2001 r., z wynikiem 2602 punktów zajmował wówczas 85. miejsce na liście światowej FIDE, jednocześnie dzieląc 6-7. miejsce wśród francuskich szachistów.